# Іванов Сергій Анатолійович (військовик)
Сергі́й Анато́лійович Іванов — солдат резерву Збройних сил України, учасник російсько-української війни.
Брав участь в «Іграх нескорених 2020».

## Нагороди
За особисту мужність і героїзм, виявлені у захисті державного суверенітету та територіальної цілісності України, вірність військовій присязі під час російсько-української війни
- нагороджений орденом «За мужність» III ступеня (25.3.2015).